# Фармінгтон (Нью-Гемпшир)
Фармінгтон (англ. Farmington) — місто (англ. town) в США, в окрузі Страффорд штату Нью-Гемпшир. Населення — 6722 особи (2020).

## Демографія
Згідно з переписом 2010 року, у місті мешкало 6786 осіб у 2592 домогосподарствах у складі 1813 родин. Було 2832 помешкання
Расовий склад населення:
| - 96,8 % — білих - 0,5 % — чорних або афроамериканців - 0,5 % — азіатів - 0,3 % — корінних американців - 0,1 % — вихідців з тихоокеанських островів |

До двох чи більше рас належало 1,7 %. Частка іспаномовних становила 0,8 % від усіх жителів.
За віковим діапазоном населення розподілялося таким чином: 23,9 % — особи молодші 18 років, 65,0 % — особи у віці 18—64 років, 11,1 % — особи у віці 65 років та старші. Медіана віку мешканця становила 39,2 року. На 100 осіб жіночої статі у місті припадало 98,7 чоловіків;  на 100 жінок у віці від 18 років та старших — 96,0 чоловіків також старших 18 років.
Середній дохід на одне домашнє господарство  становив 71 317 доларів США (медіана — 60 562), а середній дохід на одну сім'ю — 86 884 долари (медіана — 85 539). Медіана доходів становила 49 006 доларів для чоловіків та 40 465 доларів для жінок. За межею бідності перебувало 8,1 % осіб, у тому числі 8,8 % дітей у віці до 18 років та 3,2 % осіб у віці 65 років та старших.
Цивільне працевлаштоване населення становило 3480 осіб. Основні галузі зайнятості: освіта, охорона здоров'я та соціальна допомога — 18,8 %, роздрібна торгівля — 17,3 %, виробництво — 17,1 %.